# ワン・リトル・インディアン・レコード
ワン・リトル・インディアン・レコード（One Little Indian Records）は、1985年にロンドンで設立されたインディーズ・レーベル。2020年に、ワン・リトル・インディペンデント・レコード（One Little Independent Records）へと名称変更している。
Spiderleg Recordsというパンク・レーベル倒産後に、レーベル設立者で、フラックス・オブ・ピンク・インディアンズのメンバーであるデレク・バーケットによって運営される。
1986年にA.R. ケインらのヒットにより知名度を高める。その後も1990年代にかけてシュガーキューブスやビョーク、キッチンズ・オブ・ディスティンクション、チャンバワンバ、シェイメン、スカンク・アナンシーらが続いた。

## 主な所属アーティスト
（現在は所属していないアーティストも含む）
- A.R. ケイン
- アソビ・セクス
- アラバマ 3
- キッチンズ・オブ・ディスティンクション
- シェイメン
- シガー・ロス
- シネイド・オコナー
- シュガーキューブス
- スカンク・アナンシー
- スニーカー・ピンプス
- コーディ・チェズナット
- チャンバワンバ
- デイジー・チェインソー
- トワイライト・シンガーズ
- ビョーク
- フラックス・オブ・ピンク・インディアンズ
- フルーク
- ポール・マッカートニー
- ビリー・マッケンジー
- ロケット・フロム・ザ・クリプト